# Hispano Aviación HA-500 Alacrán
El Hispano Aviación HA-500 Alacrán (castellà per alacrà) fou un projecte d'avió bimotor d'atac a terra desenvolupat per Hispano Aviación S.A. durant els anys 60. El disseny era prou revolucionari per l'època amb gran bodega d'armament i capacitat STOL. No obstant això, la conjuntura política de l'Estat espanyol forçà que l'aparell fóra rebutjat afavorint la compra d'avions americans com ara el F-5.

## Disseny
Teòricament, es tractava d'un avió monoplà lleuger amb doble comandament en paral·lel, ala alta cantilever, alerons hidràulics i compensadors elèctrics. A la fi de millorar la maniobrabilitat de l'aparell, s'incorporaren flaps ranurats d'actuació hidràulica. També es projectaren uns motors turboventiladors situats als laterals del fuselatge, davant del conjunt de cua, i tancs de combustible autosellants. Les plantes motrius candidates foren:
- 2 Bristol Siddeley SB 358 de 907 kg.
- 2 Pratt & Whitney JT-15D-5 de 900 kg.
- 2 SNECMA M-49 LARZAC de 1.025 kg.

De tots aquests els SB 358 semblen els més probables, ja que Hispano Aviación S.A. hi tenia experiència treballant amb ells i són més comuns a la documentació oficial. Així en configuració neta, es suposava una velocitat màxima de 950 km/h (Mach 0,86), un sostre operatiu d'11.500 metres i un alcanç de 3.300 km.
L'armament de la nau haguera consistit en dos canons interns de 20 o 30 mm i més de 2000 kg distribuïts en deu pilons situats al ventre i les ales cadascun amb una càrrega màxima de 250 kg. Aquests pilons devien equipar bombes de qualsevol classe (convencionals, incendiàries…), coets (INTA S9, SNEB i FFAR), gunpods (amb metralladores de 7,62 o 12,7 mm), tancs de combustible externs i fins-i-tot torpedes, mines navals i una góndola específicament dissenyada per permetre el transport de 500 kg de càrrega interna, coma ara 6 passatgers. A plena càrrega d'armament s'esperava que el seu rendiment baixés considerablement, amb una velocitat operativa de 670 km/h, un sostre de 10.000 m i un alcanç de 2.000 km (4.750 km emprant els dipòsits auxiliars).
Addicionalment, es posà molt d'èmfasi en la protecció de la cabina i la supervivència de l'aparell amb blindatge contra impacte de bales de fins a 12,7 mm i la col·locació d'una coberta metàl·lica al voltant de la cabina i la protecció d'aquesta amb vidre frontal blindat. L'interior d'aquesta constava amb aire condicionat, subministrament d'oxigen, instrumentació completa redundant i IFR, ràdios UHF, VHF, VOR, ADF, TACAM i ILS, un marcador de ruta de punts programables, visor reflector i guncam. A més, també es projectà que l'aparell cogués mantenir-se a l'envol amb un únic motor operatiu i la posició d'aquests intentà allunyar-se per reduir les possibilitats que els ambdós quedaren incapacitats en cas d'impacte.
Per acabar la carrera d'enlairament era de 420 metres sense càrrega i 725 metres amb càrrega màxima. L'aterratge es duria a terme emprant uns dispositius de retenció (similar a l'arresting hook emprat en portaavions) amb una carrera de 75 metres. El tren d'aterratge estava configurat per un tricicle retràctil amb rodes de baixa pressió que permeteren la utilització de pistes de terra sense preparar.
No hi ha cap dubte que el HA-500 era un projecte molt ambiciós, especialment per una empresa de dimensions reduïdes que no es trobava en la millor situació financera. Però, no deixa de ser sorprenent els aspectes revolucionaris de l'avió, tant en desenvolupament teòric com execució, que quedarien demostrats com vàlids per avions posteriors més moderns com ara el Su-25 rus o l'A-10 Thundervolt II americà, a qui l'Alacrán és sorprenentment similar. Com expressà en Carlos Pérez San Emeterio:
| «                                                               | (castellà) "Fue un último alarde de imaginación de la Hispano. Tenía tanto de brillantez como de quimera, porque la época en la que fue concebido no fue precisamente fácil. La aventura egipcia había acabado con la llamada "Guerra de los Seis Días" (junio de 1967) y la fabricación del Saeta entraba en su tramo final. El Alacrán, pues, era también un desesperado intento por sobrevivir. diseñado bajo las siglas HA-500, no correspondía en absoluto a ninguna especificación oficial. se basaba únicamente en una serie de ideas vanguardistas de los ingenieros sevillanos sobre el futuro de los aviones de combate. Algunas, ciertamente, eran demasiado audaces, como la propuesta de utilizar eventualmente raíles para despegues STOL en zonas silvestres como la serranía de Ronda; otras, por el contrario, eran mucho más aprovechables, como por ejemplo, la disposición de la planta motriz, en la que el avión sevillano sería precursor del A-10." | (català) "Va ser una última parenceria d'imaginació de la Hispano. Tenia tant de brillantor com de quimera, perquè l'època en la qual va ser concebut no va ser precisament fàcil. L'aventura egípcia hi havia acabat amb l'anomenada "Guerra dels Sis Dies" (juny de 1967) i la fabricació del Saeta entrava en el seu tram final. L'Alacrán, doncs, era també un desesperat intent per sobreviure. dissenyat sota les sigles HA-500, no corresponia en absolut a cap especificació oficial. es basava únicament en una sèrie d'idees avantguardistes dels enginyers sevillans sobre el futur dels avions de combat. Algunes, certament, eren massa audaces, com la proposta d'utilitzar eventualment raïls per a enlairaments STOL en zones silvestres com la regió muntanyenca de Ronda; unes altres, per contra, eren molt més aprofitables, com per exemple, la disposició de la planta motriu, en la qual l'avió sevillà seria precursor de l'A-10." | » |
| — Carlos Pérez San Emeterio, Revista Defensa, 15é extra de 1990 | | |   |

## Desenvolupament
El projecte va nàixer com una proposta duta a terme per HIspano Aviación S.A. l'any 1967. No responia a cap requeriment per part de l'Exèrcit de l'Aire espanyol qui tot-i-això s'interessà tímidament per l'aparell. Però la idea no cristal·litzà en cap proposta seriosa i Espanya es decidí a importar F-5 americans, tecnològicament més avançats i capaços que el disseny nacional.
L'any 1970 l'aparell fou oferit a l'Argentina que, malgrat un interès inicial, decidí no finançar el projecte segellant la seua mort. Però alguns desenvolupaments teòrics pogueren ésser aprofitats pel C-101 Aviojet.

## Especifications
Les especificacions d'aquesta aeronau són valors teòrics mai poguts corroborar experimentalment, en conseqüència no pot assegurar-se que foren precisos o finals.

### Característiques generals
- Tripulació: 2.
- Dipòsit: 2.000 l.

### Rendiment
- Velocitat màxima: 950 km/h (Mach 0,86).
- Velocitat de creuer: 670 km/h.
- Sostre: 11.500 m.
- Abast: 3.300 km.

### Armament
- Armes: 2 canons de 20 o 30 mm, a més de metralladores de 12,7 o 7,62 mm en contenidors o "gunpods".
- Pilons: 10 pilons amb capacitat de 200 kg per dur bombes (convencionals i napalm), coets (S9, S108, SNEB o FFAR), o torpedes.